# El Tor (Egypten)
El Tor (arabisk: الطور aṭ-Ṭūr / et-Ṭūr ), også transskriperet som Al-Tur og At-Tur og kendt som Tur Sinai, tidligere Raithu, er en lille by, og hovedstaden i guvernementet Janub Sina' i Egypten. Byens navn kommer fra den arabiske betegnelse for bjerget, hvor profeten Moses menes at have modtaget stentavlerne med De 10 bud fra Gud; dette bjerg er betegnet Jabal Al Tor.
At-Tur er formentlig grundlagt i det 13. århundrede nær stedet for den antikke Raythou (middelalderlige Raya). El tor-stammen af kolera blev opdaget i byen i 1905 der da var en karantænelejr for muslimske pilgrimme, der vendte tilbage fra Hajj (den islamiske pilgrimsrejse til Mekka). Byen, der er kendt for sine kilder, er et vigtigt turistmål på den sydlige del af Sinai, sammen med Sharm El Sheikh og Sankt Katherine.

## Historie
Omkring El Tor, mellem Sankt Katherine og Det Røde Hav ligger Raithu-ørkenen. Det er en del af ærkebispedømmet Sinai-bjerget og Raithu i det græskortodokse patriarkat Jerusalem. "Martyrene fra Raithu" var 43 eremitter (tidlige kristne eneboere) der blev myrdet af beduiner (ørkenboere) i kejser Diocletians regeringstid (284-305 e.Kr.). Der havde været kristne munke, der flygtede fra forfølgelser i området siden det 3. århundrede, og Raithu-klostret (eller Rutho) blev planlagt opført i det 6. århundrede af den byzantinske kejser Justinian. Det blev foreslået som UNESCO verdensarvssted den i 1994 i kategorien Kultur.

### Portugisisk angreb
En portugisisk armada blev i 1541 sendt til Det Røde Hav på vej til Suez, med det formål at søge og ødelægge den osmanniske flåde.
El Tor blev erobret af Israel under Seksdageskrigen i 1967. Det blev returneret til Egypten, sammen med resten af Sinai-halvøen, efter fredstraktaten mellem Egypten og Israel i 1979.